# Toyota Tercel
Toyota Tercel — автомобиль, производившийся японской компанией Toyota в 1978—2000 годах. Модель насчитывает пять поколений и пять типов кузова размером между Corolla и Starlet. Наряду с Cynos и Starlet является вариантом платформы, производившейся на заводе Takaoka в городе Тоёта (Япония). Tercel продавался как Corolla II в японских автомобильных салонах Toyota Corolla, но в 2000 году был заменен на Toyota Platz. Также он был известен как Toyota Corsa (яп. トヨタ・コルサ) и продавался в японских салонах Toyopet. Начиная со второго поколения, дилерская сеть Tercel была изменена на Toyota Vista.
Tercel стал первым автомобилем с передним приводом произведённым Toyota, разработанные компоновка и рама которого использовались в популярных моделях Toyota. Например, рама Toyota Corolla E80 схожа с рамой AL20 Tercel. Кроме того, Toyota разработала новый двигатель серии E специально для Tercel, пытаясь совместить хорошую производительность, экономию топлива и низкий уровень выбросов выхлопных газов. Типы производимых кузовов пополнились четырёхдверным седаном. Сборка модельного ряда Tercel проводилась на заводах Takaoka в городе Тоёта (Айти) и Hino Motors — Хамура (Токио). На последнем выпускали некоторые двухдверные и трехдверные модели третьего поколения в период с 1987 по 1990 год.

## Первое поколение
Впервые в Японии Tercel был представлен в августе 1978 года, в Европе в январе 1979 года и в США в 1980 году. Первоначально он поступал в продажу как двух- или четырёхдверный седан и как трёхдверный хетчбэк. Одновременно автомобиль продавался через отдельную дилерскую сеть в Японии — Toyota Corsa. В США модель называлась Corolla Tercel. Tercel оснастили четырёх- и пятиступенчатой ручной коробкой передач, а с августа 1979 года на 1,5 двигателе — автоматической трёхступенчатой.

## Второе поколение
Автомобиль был представлен в мае 1982 года. Из названия убрали приставку Corolla, тем самым модель стала называться просто Toyota Tercel на всех рынках, кроме японского, где сохранилось название Toyota Corsa . Серия L20, второе поколение, по сравнению с её предшественником имела более современные угловатые формы. Она была доступна в трех вариациях — трехдверный хетчбэк, пятидверный хетчбэк, четырёхдверный универсал, а также четырёхдверный седан продаваемый только в Японии. Универсал, известный в Японии как Sprinter Carib (яп. トヨタ・スプリンターカリブ), а на других рынках Tercel 4WD, был введён в августе 1982 года с полноприводной компоновкой (модели с переднеприводной компоновкой были доступны только на некоторых рынках). Также в Японии был доступен полноприводный седан, он оставался в производстве наряду с универсалом даже после введения третьего поколения Tercel. Стандартные автомобили с передним приводом (а также полноприводные универсалы не оснащенные шестиступенчатой механической коробкой передач) выпускали либо с трёхступенчатой автоматической коробкой передач либо с четырёх- или пятиступенчатой механической коробкой передач. Четырёхступенчатая коробка была предназначена для моделей североамериканского рынка.
Доступные двигатели:
- 1.3 л 2A (65 л. с.) (1982—1985)
- 1,3 л 2A-U (75 л. с.) — только Япония
- 1.5 л 3A (70 л. с.) (1982—1988)
- 1.5 л 3A-C (63 л. с.) (1982—1988) — только Северная Америка
- 1,5 л 3A-U (83 л. с.) (май 1982 — май 1986) — только Япония
- 1,5 л 3A-U (85 л. с) (март 1986 — февараль 1988) — только Япония
- 1,5 л 3A-HU (86 л. с.) (май 1982 — август 1984) — только Япония
- 1,5 л 3A-SU (90 л. с.) (август 1984 — февараль 1988) — только Япония

## Третье поколение
В 1987 году японской компанией Toyota было представлено третье поколение автомобиля Toyota Tercel. Модель имела новый двенадцатиклапанный двигатель. Эта модель была представлена двумя видами — двухдверный седан и трех или пятидверный хетчбэк. На автомобиль устанавливались бензиновые двигатели, объёмом 1,3 и 1,5 литра. А также четырёх или пятиступенчатая механическая, или трех или четырёхступенчатая автоматическая коробки передач.

## Четвёртое поколение
Четвёртое поколение Tercel было представлено в сентябре 1990 года. Модель была представлена в кузове трехдверный хетчбэк и двух или четырёхдверный седан. На североамериканском рынке продавались автомобили с 1,5 л 3E-E двигателем мощностью 82 л. с. (61 кВт) или 1,5 л 5E -FE 16 клапанным двигателем мощностью 110 л. с. (82 кВт). Кузов хетчбэк не был доступен в Северной Америке, в то время как двухдверный седан продавался только в США и Канаде. А на рынке Чили была представлена версия «Corolla Tercel» в кузове четырёхдверный седан, которая оснащалась 1,3-литровым 12-клапанным двигателем SOHC, мощностью 78 л. с. (58 кВт)

## Пятое поколение
Пятое поколение Toyota Tercel сошло с конвейера сентябре 1994 года. Это была совершенно новая модель. У автомобиля была сделана улучшенная обработка кузова и был одним из немногих автомобилей в США, которые имели систему OBD-II в 1995. Этот автомобиль был представлен в нескольких типах кузова — двудверное купе, трёхдверный хетчбэк и седан. В Таиланде автомобиль производился вплоть до 2003 года под названием Toyota Soluna.